# Mitja Deisinger
Mitja Deisinger (* 17. února 1942) je slovinský právník, v letech 1997 až 2004 předseda Nejvyššího soudu Republiky Slovinsko a současný soudce Ústavního soudu Republiky Slovinsko.

## Životopis
Vystudoval Právnickou fakultu Univerzity v Lublani. Poté absolvoval stáž u okresního soudu v Lublani. V roce 1970 se stal náměstkem městského prokurátora v Lublani, v roce 1976 pak náměstkem státního prokurátora. Od roku 1972 byl členem Svazu komunistů Slovinska. Od roku 1988 byl soudcem Nejvyššího soudu Socialistické republiky Slovinsko, kde vedl trestněprávní oddělení. V roce 1997 byl zvolen předsedou Nejvyššího soudu Republiky Slovinsko, čímž skončilo několikaleté období, kdy soud vedli po odchodu Borise Strohsacka do důchodu místopředsedové. Po skončení šestiletého mandátu předsedy se v roce 2003 o funkci opět ucházel, ale Státní shromáždění ho nezvolilo. Poté působil jako řadový soudce Nejvyššího soudu na trestním úseku a předseda odvolacího senátu ve věcech pojištění, auditu a trhu s cennými papíry.
Jako předseda Nejvyššího soudu byl spoluzakladatelem stálé konference nejvyšších soudů střední Evropy. Od roku 1984 vedl několik pracovních skupin pro přípravu trestněprávních předpisů. Spolupracoval také na přístupových jednáních do Evropské unie. Je autorem komentáře ke slovinskému trestnímu zákonu a dalších odborných monografií. Je také akademickým pracovníkem na lublaňské Právnické fakultě a Evropské právnické fakultě v Nové Gorici.
27. března 2008 nastoupil do funkce ústavního soudce.